# Saison 2000-2001 du FC Nantes Atlantique
Chronologie
Saison précédente Saison suivante
La saison 2000-2001 du FC Nantes Atlantique est la 38e saison d'affilée du club en Division 1. Le club nantais remporte son 8e titre de champion de France, avec 68 points, pour 21 victoires, 5 nuls et 8 défaites (58 buts pour et 36 buts contre). En coupe UEFA, le FC Nantes est éliminé en 1/8 de finale par le FC Porto.

## Résumé de la saison
Fort de sa double victoire en coupe de France en 1999 et 2000, Nantes se renforce malgré quelques départs dont le plus handicapant est celui d'Antoine Sibierski parti à Lens pour satisfaire ses exigences salariales. L'intersaison est pour une fois fructueuse sur le plan des arrivées : les latéraux Nicolas Laspalles (Paris SG) et Mário Silva (Boavista FC) viennent pallier les départs de Stéphane Lièvre et Jean-Marc Chanelet, le jeune gaucher Sylvain Armand arrive de Clermont Foot, Stéphane Ziani, formé au club, est prêté par Bordeaux et enfin l'attaquant Viorel Moldovan est recruté au Fenerbahçe SK pour le montant de transfert record du club (40 millions de francs). Ces investissements sont facilités par la vente du club. Les finances ayant été apurées depuis 1992, la mairie cède le FCNA à la Socpresse (issue du groupe Hersant et propriétaire notamment du journal régional Presse-Océan).
L'équipe aborde la nouvelle saison avec détermination mais alterne coups d'éclat (5-2 chez le champion en titre AS Monaco, 3-2 contre Marseille grâce à un but de Moldovan en fin de match tout juste entré pour la première fois sur la pelouse) et dérapages, notamment à domicile (0-2 pour Lens lors de la 1re journée, puis une déroute 0-5 contre Bordeaux avec un triplé de Pedro Miguel Pauleta pour son premier match en France, ou encore 0-1 contre Lyon). Mais les ajustements qui s'ensuivent permettent à l'équipe de se stabiliser. Le jeune Sylvain Armand se révèle comme arrière gauche à la place de la recrue Mário Silva, Mathieu Berson se révèle incontournable au poste de milieu défensif, à ses côtés Éric Carrière qui a récupéré le no 10 laissé par Sibierski devient l'animateur du jeu dans un poste de relayeur qu'il maîtrise parfaitement, Ziani et Frédéric Da Rocha animent les ailes, Moldovan approche de son meilleur niveau physique et Monterrubio profite de la présence du roumain dans la surface pour jouer dans les espaces. Lancés par un carton à Strasbourg (5-0), notamment grâce à un doublé de Marama Vahirua, les Canaris enchaînent peu après cinq victoires au mois de novembre qui les portent en tête du championnat. Le FCNA passe les fêtes à la première place après avoir effacé l'humiliation subie face à Bordeaux (victoire 2-0 au Parc Lescure).
L'hiver est plus tendu mais les Nantais achèvent l'exercice par une nouvelle série, enchaînant cette fois huit victoires. Parmi celles-ci on retient un festival offensif face à Sedan (4-1), mais aussi plusieurs succès dus à l'éclosion de Vahirua, irrésistible joker (7 buts), qui offre au club son huitième titre à l'avant-dernière journée face à Saint-Étienne (1-0), le 12 mai, jour de son 21e anniversaire. Le club n'est pas loin de faire un doublé coupe-championnat, arrêté à la fois en demi-finale de coupe de France par Strasbourg et en demi-finale de Coupe de la Ligue par Lyon. Enfin, en coupe UEFA, les Canaris sont éliminés de justesse par le FC Porto (3-1 à l'Estádio das Antas, 2-1 à la Beaujoire, score cumulé 4-3) en 1/8e de finale. Quatre compétitions menées de front grâce à un savant turnover au sein de l'effectif qui permet à quelques jeunes de s'illustrer (Hassan Ahamada, champion d'Europe des moins de 19 ans l'été précédent, ou encore l'international camerounais Salomon Olembe, tous deux formés au club). Le sacre nantais est complet : meilleur passeur du championnat (11 passes décisives), Éric Carrière est élu meilleur joueur du championnat et Raynald Denoueix meilleur entraîneur, lors des Oscars du football. Enfin, trois Nantais sont sélectionnés en équipe de France à l'occasion de la Coupe des confédérations 2001 : Éric Carrière (no 10 en l'absence de Zidane), Mickaël Landreau et enfin Nicolas Gillet, complément solide de Fabbri en défense centrale tout au long de la saison.

## Effectif et encadrement

### Tableau des transferts
| Nom                | Nationalité | Poste     | Modalités | Provenance/Destination   | Division              |
| ------------------ | ----------- | --------- | --------- | ------------------------ | --------------------- |
| Arrivées           |             |           |           |                          |                       |
| Jérémie Guy        | France      | Gardien   |           | FC Nantes rés.           | CFA 2 - G (D5)        |
| Sylvain Armand     | France      | Défenseur |           | Clermont FA 63           | National (D3)         |
| Nicolas Laspalles  | France      | Défenseur |           | Paris Saint-Germain FC   | Division 1 (D1)       |
| Mário Silva        | Portugal    | Défenseur |           | Boavista FC              | Primeira Liga (D1)    |
| Wilfried Dalmat    | France      | Milieu    |           | FC Nantes rés.           | CFA 2 - G (D5)        |
| Loïc Paillères     | France      | Milieu    |           | FC Nantes rés.           | CFA 2 - G (D5)        |
| Stéphane Ziani     | France      | Milieu    |           | FC Girondins de Bordeaux | Division 1 (D1)       |
| Viorel Moldovan    | Roumanie    | Attaquant |           | Fenerbahçe SK            | Türkiye 1.Lig (D1)    |
| Départs            |             |           |           |                          |                       |
| Jean-Marc Chanelet | France      | Défenseur |           | Olympique lyonnais       | Division 1 (D1)       |
| Stéphane Lièvre    | France      | Défenseur |           | Toulouse FC              | Division 1 (D1)       |
| Samuel Fenillat    | France      | Milieu    | Prêt      | US Créteil               | Division 2 (D2)       |
| Sébastien Piocelle | France      | Milieu    | Prêt      | SC Bastia                | Division 1 (D1)       |
| Antoine Sibierski  | France      | Milieu    |           | RC Lens                  | Division 1 (D1)       |
| Diego Bustos       | Argentine   | Attaquant | Prêt      | AA Argentinos Juniors    | Primera División (D1) |
| Alain Caveglia     | France      | Attaquant |           | Le Havre AC              | Division 2 (D2)       |
| Patrick Suffo      | Cameroun    | Attaquant |           | Sheffield United FC      | First Division (D2)   |

| Nom               | Nationalité | Poste     | Modalités        | Provenance/Destination | Division            |
| ----------------- | ----------- | --------- | ---------------- | ---------------------- | ------------------- |
| Arrivées          |             |           |                  |                        |                     |
| Départs           |             |           |                  |                        |                     |
| John Gope-Fenepej | France      | Défenseur | Prêt (septembre) | Bolton Wanderers FC    | First Division (D2) |

| Nom               | Nationalité | Poste     | Transfert                | Provenance/Destination | Division            |
| ----------------- | ----------- | --------- | ------------------------ | ---------------------- | ------------------- |
| Arrivées          |             |           |                          |                        |                     |
| John Gope-Fenepej | France      | Défenseur | Retour de prêt (janvier) | Bolton Wanderers FC    | First Division (D2) |
| Départs           |             |           |                          |                        |                     |
| Charles Devineau  | France      | Milieu    | Prêt (janvier)           | Stade lavallois MFC    | Division 2 (D2)     |

## Compétitions

### Division 1
| Date              | Journée | TV                  | Adversaire               | Lieu | Score | Buteurs du FCNA                                             | Class. | Afflences |
| ----------------- | ------- | ------------------- | ------------------------ | ---- | ----- | ----------------------------------------------------------- | ------ | --------- |
| 29 juillet 2000   | J01     | -                   | RC Lens                  | Dom. | 0 - 2 | -                                                           | 18     | 31.128    |
| 4 août 2000       | J02     | Canal+ Vert         | AS Monaco FC             | Ext. | 5 - 2 | Monterrubio 9e 19e, Da Rocha 17e, Ziani 31e, Olembe 85e     | 7      | 14.128    |
| 12 août 2000      | J03     | -                   | EA Guingamp              | Ext. | 1 - 0 | Monterrubio 45e                                             | 4      | 17.081    |
| 19 août 2000      | J04     | TPS                 | Olympique de Marseille   | Dom. | 3 - 2 | Olembe 29e, Fabbri 78e, Moldovan 90e                        | 3      | 35.419    |
| 26 août 2000      | J05     | -                   | Toulouse FC              | Ext. | 1 - 1 | Ziani 37e                                                   | 4      | 19.884    |
| 6 septembre 2000  | J06     | -                   | FC Girondins de Bordeaux | Dom. | 0 - 5 | -                                                           | 7      | 31.501    |
| 9 septembre 2000  | J07     | -                   | AJ Auxerre               | Ext. | 2 - 2 | Fabbri 42e, Moldovan 55e                                    | 7      | 8.319     |
| 17 septembre 2000 | J08     | -                   | Olympique lyonnais       | Dom. | 0 - 1 | -                                                           | 10     | 26.869    |
| 23 septembre 2000 | J09     | TPS                 | Paris Saint-Germain FC   | Ext. | 1 - 2 | Moldovan 53e                                                | 13     | 43.519    |
| 1er octobre 2000  | J10     | -                   | Lille OSC                | Dom. | 0 - 0 | -                                                           | 15     | 26.867    |
| 14 octobre 2000   | J11     | Canal+              | RC Strasbourg            | Ext. | 5 - 0 | Savinaud 17e, Armand 28e, Vahirua 41e 45e, Carrière 87e     | 11     | 12.118    |
| 21 octobre 2000   | J12     | -                   | Stade rennais FC         | Dom. | 1 - 0 | Vahirua 73e                                                 | 7      | 35.030    |
| 29 octobre 2000   | J13     | -                   | CS Sedan-Ardennes        | Ext. | 0 - 2 | -                                                           | 10     | 15.401    |
| 4 novembre 2000   | J14     | -                   | FC Metz                  | Dom. | 2 - 0 | Armand 26e, Olembe 89e                                      | 6      | 29.646    |
| 18 novembre 2000  | J16     | -                   | ES Troyes AC             | Dom. | 4 - 0 | Monterrubio 9e 33e (pen.), Da Rocha 19e, Moldovan 41e       | 6      | 28.261    |
| 26 novembre 2000  | J17     | -                   | AS Saint Étienne         | Ext. | 2 - 0 | Moldovan 55e, Ziani 81e                                     | 5      | 29.047    |
| 29 novembre 2000  | J18     | -                   | AS Monaco FC             | Dom. | 3 - 1 | Carrière 26e, Moldovan 70e, Ziani 90e (pen.)                | 2      | 30.714    |
| 2 décembre 2000   | J19     | -                   | EA Guingamp              | Dom. | 2 - 1 | Moldovan 27e, Carrière 81e (pen.)                           | 2      | 34.516    |
| 10 décembre 2000  | J20     | -                   | Olympique de Marseille   | Ext. | 0 - 2 | -                                                           | 4      | 48.605    |
| 13 décembre 2000  | J15     | -                   | SC Bastia                | Ext. | 1 - 3 | Macé 72e                                                    | 9      | 6.712     |
| 17 décembre 2000  | J21     | -                   | Toulouse FC              | Dom. | 3 - 2 | Fabbri 48e, Monterrubio 58e, Moldovan 68e                   | 2      | 29.757    |
| 21 décembre 2000  | J22     | Canal+              | FC Girondins de Bordeaux | Ext. | 2 - 0 | Moldovan 25e, Carrière 90e                                  | 1      | 30.968    |
| 13 janvier 2001   | J23     | Canal+              | AJ Auxerre               | Dom. | 1 - 1 | Moldovan 74e                                                | 1      | 33.455    |
| 27 janvier 2001   | J24     | Canal+              | Olympique lyonnais       | Ext. | 1 - 3 | Gillet 53e                                                  | 2      | 35.518    |
| 3 février 2001    | J25     | Canal+              | Paris Saint-Germain FC   | Dom. | 1 - 0 | Monterrubio 53e                                             | 2      | 32.740    |
| 7 février 1       | J26     | -                   | Lille OSC                | Ext. | 1 - 1 | Carrière 44e                                                | 2      | 19.564    |
| 19 février 2001   | J27     | -                   | RC Strasbourg            | Dom. | 1 - 0 | Vahirua 82e                                                 | 2      | 30.515    |
| 4 mars 2001       | J28     | Canal+              | Stade rennais FC         | Ext. | 2 - 0 | Fabbri 57e, Vahirua 90e                                     | 2      | 22.759    |
| 17 mars 2001      | J29     | TPS                 | CS Sedan-Ardennes        | Dom. | 4 - 1 | Capron 12e (csc), Moldovan 62e, Monterrubio 72e, Olembe 88e | 2      | 35.169    |
| 7 avril 2001      | J30     | TPS                 | FC Metz                  | Ext. | 2 - 1 | Monterrubio 28e (pen.), Vahirua 65e                         | 1      | 23.779    |
| 14 avril 2001     | J31     | Canal+              | SC Bastia                | Dom. | 1 - 0 | Monterrubio 27e                                             | 1      | 35.096    |
| 29 avril 2001     | J32     | Canal+              | ES Troyes AC             | Ext. | 1 - 0 | Da Rocha 59e                                                | 1      | 16.856    |
| 12 mai 2001       | J33     | Canal + (multiplex) | AS Saint Étienne         | Dom. | 1 - 0 | Vahirua 9e                                                  | 1      | 35.852    |
| 19 mai 2001       | J34     | Canal + (multiplex) | RC Lens                  | Ext. | 4 - 1 | Da Rocha 29e, Monterrubio 60e 90e, Savinaud 76e             | 1      | 40.651    |

### Coupe de France
| Date            | Tour            | Adversaire               | Niveau | Lieu | Score      | Buteurs du FCNA                                                                                | Affluence |
| --------------- | --------------- | ------------------------ | ------ | ---- | ---------- | ---------------------------------------------------------------------------------------------- | --------- |
| 20 janvier 2001 | 1/32e de finale | Pacy-sur-Eure VEF        | (D3)   | Ext. | 9 - 0      | Moldovan 11e 23e 58e 69e, Carrière 27e, Da Rocha 71e, Silva 83e, Savinaud 85e, Monterrubio 89e | 6.000     |
| 10 février 2001 | 1/16e de finale | FC Girondins de Bordeaux | D1     | Ext. | 1 - 0      | Vahirua 66e                                                                                    | 15.000    |
| 10 mars 2001    | 1/8e de finale  | FA Carcassonne-Villalbe  | (D5)   | Ext. | 3 - 0      | Vahirua 28e, Ahamada 38e, Ziani 85e                                                            | 10.000    |
| 31 mars 2001    | 1/4 de finale   | AJ Auxerre               | D1     | Dom. | 4 - 1 a.p. | Fabbri 58e, Laspalles 114e, Vahirua 116e 120e                                                  | 25.567    |
| 20 avril 2001   | 1/2 finale      | RC Strasbourg            | D1     | Ext. | 1 - 4      | Vahirua 83e                                                                                    | 16.469    |

### Coupe de la Ligue
| Date                    | Tour            | Adversaire         | Niveau | Lieu | Score                  | Buteurs du FCNA                                        | Affluence |
| ----------------------- | --------------- | ------------------ | ------ | ---- | ---------------------- | ------------------------------------------------------ | --------- |
| Vendredi 5 janvier 2001 | 1/16e de finale | Stade rennais FC   | D1     | Ext. | 4 - 2 (a.p.)           | Moldovan 45e, Olembé 95e, Carrière 116e, Savinaud 120e | 14.442    |
| Mardi 30 janvier 2001   | 1/8e de finale  | ASOA Valence       | (D3)   | Ext. | 1 - 1 (4-2 aux t.a.b.) | Vahirua 96e                                            | 8.711     |
| Mardi 13 mars 2001      | 1/4 de finale   | ES Troyes AC       | D1     | Ext. | 1 - 0                  | Moldovan 34e                                           | 10.593    |
| Mardi 10 avril 2001     | 1/2 finale      | Olympique lyonnais | D1     | Ext. | 2 - 3                  | Ziani 4e, Vahirua 10e                                  | 30.558    |

### Trophée des Champions
| Date                   | Tour   | Diffuseur | Adversaire   | Niveau  | Lieu   | Score                 | Buteurs du FCNA | Affluence |
| ---------------------- | ------ | --------- | ------------ | ------- | ------ | --------------------- | --------------- | --------- |
| Samedi 22 juillet 2000 | Finale | TF1       | AS Monaco FC | L1 (D1) | Neutre | 0 - 0, 5-6 aux t.a.b. | -               | 9.918     |

### Coupe UEFA
| Date              | Tour                     | Adversaire            | Niveau | Lieu | Score | Buteurs du FCNA                                           | Affluence |
| ----------------- | ------------------------ | --------------------- | ------ | ---- | ----- | --------------------------------------------------------- | --------- |
| 14 septembre 2000 | 1er tour - aller         | FK Kryvbass Kryvï Rih |        | Ext. | 1 - 0 | Ziani 80e                                                 | 16.000    |
| 28 septembre 2000 | 1er tour - retour        | FK Kryvbass Kryvï Rih |        | Dom. | 5 - 0 | Moldovan 8e 34e 54e, Da Rocha 33e, Gillet 65e             | 16.334    |
| 26 octobre 2000   | 2e tour - aller          | MTK Hungária FC       |        | Dom. | 2 - 1 | Ziani 64e, Gillet 74e                                     | 13.925    |
| 9 novembre 2000   | 2e tour - retour         | MTK Hungária FC       |        | Ext. | 1 - 0 | Monterrubio 88e                                           | 2.000     |
| 23 novembre 2000  | 1/16e de finale - aller  | Lausanne-Sport        |        | Dom. | 4 - 3 | Moldovan 17e, Monterrubio 43e, Puce 72e (csc), Gillet 85e | 25.000    |
| 7 décembre 2000   | 1/16e de finale - retour | Lausanne-Sport        |        | Ext. | 3 - 1 | Ziani 24e, Moldovan 59e, Carrière 88e                     | 14.200    |
| 15 février 2001   | 1/8e de finale - aller   | FC Porto              |        | Ext. | 1 - 3 | Ahamada 15e                                               | 22.100    |
| 22 février 2001   | 1/8e de finale - retour  | FC Porto              |        | Dom. | 2 - 1 | Vahirua 69e, Armand 75e                                   | 37.000    |

## Statistiques

### Statistiques collectives
| Compétition           | Débute au tour  | Termine        | Matches joués | Gagnés | Nuls | Perdus | Buts pour | Buts contre | Différence |
| --------------------- | --------------- | -------------- | ------------- | ------ | ---- | ------ | --------- | ----------- | ---------- |
| Division 1            | -               | Champion       | 34            | 21     | 5    | 8      | 58        | 36          | +22        |
| Coupe de France       | 1/32e de finale | 1/2 finale     | 5             | 4      | 0    | 1      | 18        | 5           | +13        |
| Coupe de la Ligue     | 1/16e de finale | 1/2 finale     | 4             | 2      | 1    | 1      | 8         | 6           | +2         |
| Trophée des Champions | Finale          | Finale         | 1             | 0      | 1    | 0      | 0         | 0           | +0         |
| Coupe UEFA            | 1er tour        | 1/8e de finale | 8             | 7      | 0    | 1      | 19        | 9           | +10        |
| Total                 | -               | -              | 52            | 34     | 7    | 11     | 93        | 56          | +47        |

## Affluences
L'affluence à domicile du FC Nantes atteint un total :
- de 542.521 spectateurs en 17 rencontres de Division 1, soit une moyenne de 31.913/match.
- de 92.259 spectateurs en 4 rencontres de Coupe UEFA, soit une moyenne de 23.065/match.
- de 634.780 spectateurs en 21 rencontres toutes compétitions confondues, soit une moyenne de 30.228/match.